# Vallée de la Roya
Pour les articles homonymes, voir Roya (homonymie).
La Vallée de la Roya (Val de Ròia en occitan, Val Roia ou Roja en italien) est une région naturelle de France et d'Italie située à l'est du département des Alpes-Maritimes et à l'ouest de la province italienne d'Imperia.

## Géographie

### Situation
Le pays, qui fait partie des Préalpes de Nice, s'étend le long de la vallée de la Roya depuis le col de Tende jusqu'à la frontière italienne un peu après Sospel. Il comprend également la vallée de la Bévéra, du Caïros et du Réfréi. À l'ouest, les sommets du Mercantour et du massif de l'Authion dominent la vallée : cime de l'Agnel (2 927 m), cime du Diable (2 685 m), Mont Bégo (2872 m), pointe des Trois Communes (2 080 m)… À l'est, la frontière est matérialisée par les Alpes ligures : mont Saccarel (2 200 m), cime de Marta (it) (2 136 m), mont Peïrevieille (it) (2 038 m)… 
La vallée est bordée à l'ouest par le pays de la vallée de la Vésubie et au sud-ouest par le pays niçois.

### Population
Les principales villes et villages français de la vallée sont : Tende, Saorge, Breil-sur-Roya, Moulinet et Sospel.  Sur ses 15 derniers kilomètres, la Roya coule en Italie arrosant Olivetta, Airole et Vintimille.

### Faune et flore
Des chamois ont été observés dans ce territoire pourtant de type méditerranéen et les loups venus du nord du parc du Mercantour sont aujourd'hui présents. Dans la vallée de la Roya se rencontrent marmottes, bouquetins, gypaètes ainsi que des chauves-souris. La race locale de brebis est la brigasque et un éleveur de Breil-sur-Roya élève des Aberdeen Angus, une race bovine écossaise.
Côté flore, le pin cembro, le mélèze, l'olivier, le mimosa, le bleuet ovoïde... sont présents, côtoyant des espèces endémiques comme la gentiane ligure (it), la primevère d’Allioni, la saxifrage à mille fleurs et de très rares orchidées comme l’ophrys bécasse et l’orchis papillon. 

## Classements
La partie orientale du parc national du Mercantour couvre partiellement la vallée. Sur la commune de Tende, le site rupestre de la vallée des Merveilles est classé aux monuments historiques depuis 1989. Certains sites portent le label Natura 2000 : sites à chauves-souris de Breil, Marguareis-La Brigue-Fontan-Saorge, mont Chajol.